# Joseph Kelemen
Joseph Kelemen (* 1957 in Budapest) ist ein ungarischer Organist, katholischer Kirchenmusiker und Interpret der Musik des 17. Jahrhunderts.

## Biografie
Joseph Kelemen studierte an der Franz-Liszt-Musikakademie von Budapest. Im Jahre 1980 erfolgte die Emigration zunächst in die Schweiz. Kelemen nahm ein Studium an der Schola Cantorum Basiliensis in Basel auf und beschäftigte sich vor allem mit der Wiedergabe der frühbarocken Musik des 17. Jahrhunderts. Ein Aufbaustudium in der Orgelklasse von Professor Harald Vogel an der Hochschule für Künste Bremen folgte. 1982 wanderte er nach Kanada aus. Dort widmete er sich einem Studium der Philosophie an der University of Toronto. Gleichzeitig erlangte er die Kanadische Staatsbürgerschaft.
Nach dem Magisterabschluss im Fach Philosophie kam er 1986 nach Deutschland und wirkte von 1994 bis 2025 als Hauptorganist an St. Johann Baptist in Neu-Ulm. Kelemen gilt als ausgewiesener Spezialist auf dem Gebiet „Alter Fingersatz“. Sein Interesse gilt der deutschen Orgelmusik des 17. Jahrhunderts, insbesondere Johann Jakob Froberger, Kerll, Muffat, Matthias Weckmann und der Musik Johann Sebastian Bachs. 
Als internationaler Dozent seines Fachgebietes gibt er Interpretationskurse für Orgelliteratur des 17. und 18. Jahrhunderts. Es liegen mehrere CD-Einspielungen und Rundfunkaufnahmen von ihm vor.

## Einspielungen
Die folgenden CDs entstanden in Zusammenarbeit mit dem Bayerischen Rundfunk:
- Johann Jacob Froberger: Orgelwerke auf der Baumeister-Orgel (1737) in Maihingen / Ries
- Johann Caspar Kerll: Complete free Organ Works (OC 362 – 2005) – Kommentar: Die Aufnahme entstand im Prämonstratenserstift Schlägl in Österreich. Diese CD hat den Preis der Deutschen Schallplattenkritik sowie den französischen Preis Diapason d’or gewonnen.

Ebenfalls mit dem Bayerischen Rundfunk und im SACD-Modus (mehrkanalig) wurden aufgenommen:
- Georg Muffat: Apparatus musico-organisticus von 1690 (OC 604 – 2005) auf der Freundt-Orgel 1642 der Stiftskirche Klosterneuburg sowie auf der Silbermann-Orgel 1732 der Abteikirche Ebersmünster.
- Johann Pachelbel: Orgelwerke  (OC 613 - 2006) auf der Stertzing-Orgel (1702) in der Petri-Kirche in Erfurt-Büßleben sowie auf der Crapp-Orgel (1772) der Klosterkirche Pappenheim.
- Vincent Lübeck: Das Orgelwerk (OC 607 – 2007) auf der Huß/Schnitger-Orgel 1675 in St. Cosmae et Damiani zu Stade
- Matthias Weckmann: Orgelwerke (OC 627 - 2008) auf der Orgel von Arp Schnitger von 1693 in der Hauptkirche St. Jacobi in Hamburg.
- Nicolaus Bruhns: Das Orgelwerk (OC 641 - 2009) auf der Arp-Schnitger-Orgel 1692 der Ludgerikirche in Norden.
- Buxheimer Orgelbuch (OC 645 - 2010) auf der Anonymus-Orgel von ca. 1425 der St. Andreaskirche in Soest.-Ostönnen sowie auf der Ebert-Orgel von 1558 der Hofkirche in Innsbruck.
- Heinrich Scheidemann: Orgelwerke (OC 682 - 2011) auf der Norddeutschen Orgel 2000 in Göteborg.
- Jan Pieterszoon Sweelinck: Orgelwerke (OC 680 - 2012) auf der van Hagerbeer-Orgel 1643/1690 der Pieterskerk Leiden (NL).
- Hieronymus Praetorius & Jacob Praetorius der Jüngere: Orgelwerke (OC 691 - 2014) auf der Scherer-Orgel 1624 der Stephanskirche Tangermünde.
- Hans Leo Hassler: Orgelwerke (OC 658 - 2017) auf der Freundt-Orgel 1624 der Stiftskirche Klosterneuburg sowie auf der Günzer-Orgel 1609 in St. Martin Gabelbach.

Anfang 2018 erschien auch erstmals eine Einspielung von Bach-Werken:
- Johann Sebastian Bach: Berühmte Orgelwerke (OC 465 - 2018) auf der Treutmann-Orgel 1737 der Klosterkirche Grauhof.